# Gautier de Dargies
Gautier de Dargies (1170 circa – 1240 circa) è stato uno dei più prolifici fra i primi trovieri originario di Dargies.
Dei suoi componimenti poetici ce ne restano possibilmente venticinque, di cui ventidue accompagnati da melodie, in sedici diversi canzonieri. Esercitò una grande influenza sui trovieri contemporanei e successivi, ed è uno dei più documentati dei compositori medievali che scrissero in lingua volgare. Possono senza dubbio essere assegnate a lui diciassette chansons courtoises, delle quali quindici comprensive di musica, e altre tre sono probabilmente sue, tutte con "partitura musicale". Ci lascia inoltre tre descorts con loro relative melodie, un genere questo importato dall'occitano e trapiantato nell'antico francese. Partecipa anche a due jeux partis, ma solo uno con musica. Il suo tema onnipresente è l'amor cortese. 
Gautier appare in documenti relativi agli anni 1195, 1202 e 1206 come valvassore. Entro il 1236, in base alla sua ultima apparizione documentale, consegue il rango di cavaliere. La sua carriera militare è oscura, ma probabilmente da giovane partecipa alla terza crociata, nel 1189. Gautier era figlio di Sagalo, lui stesso figlio minore o rampollo di un ramo cadetto della famiglia di Dargies, dato che lo stemma di Gautier, rappresentato nello Chansonnier du Roi e nello Chansonnier d'Arras, mostrano entrambi merle di gueules non sable, il segno del ramo principale di una famiglia. Gautier ebbe tre fratelli — Rainaut, Drogo e Villardus — e una moglie, Agnes. A quanto pare conosceva Gace Brulé, che lui menziona in tre poesie.
Come poeta e musicista, Gautier dimostra abilità e originalità nelle sue trattazioni riguardanti i temi tradizionali, specialmente nella metrica, sperimentando asimmetrie e lunghezze insolite. Melodicamente è estremamente individuale. Quattro delle sue melodie sono non-ripetitive; in due la lunghezza della frase musicale differisce dalla lunghezza della frase lirica e, in tutti i suoi brani sopravvissuti, non si limita a un'ottava. L'impianto melodico della sua canzone "Se j'ai esté lonc tens hors du päis" ha la più grande estensione rispetto a ogni altra lirica medievale sopravvissuta.